# Síndrome de apnea-hipopnea durante el sueño
El síndrome de apnea-hipopnea durante el sueño es el más frecuente de los trastornos respiratorios que se producen durante el sueño, ya que afecta a alrededor del 4% de los adultos. Se ha llamado también síndrome de hipersomnia y respiración periódica (SHRP), y síndrome de Pickwick asociado con obesidad.
Actualmente se denomina apnea obstructiva del sueño (AOS), también ha tenido otras denominaciones como síndrome de apnea obstructiva del sueño (Obstructive Sleep Apnea Syndrome, OSAS, en literatura anglosajona), síndrome de apneas obstructivas del sueño (SAOS) o, simplemente, síndrome de apnea del sueño (SAS), que incluía a todas las otras enfermedades. No obstante, se recomienda usar el término síndrome de apnea-hipopnea durante el sueño (SAHS), debido a que incluye una referencia específica a las hipopneas, las cuales se consideran de importancia creciente tanto en adultos como en niños; evita el término obstructiva, lo que permite incluir no solamente éstas, sino también las mixtas y las centrales (muchas de las cuales son realmente obstructivas en origen y por eso desaparecen con Presión positiva Continua en la Vía Aérea (CPAP) y, finalmente, estas siglas coinciden tanto para la traducción española síndrome de apneas-hipopneas durante el sueño como para la anglosajona sleep apnea-hipopnea syndrome, lo que facilita su uso.

## Etiopatología
Este trastorno del sueño se debe a episodios repetidos de obstrucción o colapso de la vía aérea superior que tiene lugar mientras la persona afectada duerme, debido a que la vía respiratoria se estrecha, se bloquea o se vuelve flexible. La apnea se define como una interrupción temporal de la respiración de más de diez segundos de duración provocando un colapso, bien mediante la reducción (hipopnea) o bien mediante la detención completa (apnea) del flujo de aire hacia los pulmones, y puede producir, entre otros efectos, una disminución de los niveles de oxígeno y un aumento del nivel de anhídrido carbónico (CO2) en la sangre, así como un pequeño despertar a menudo subconsciente (arousal), que permite recuperar la respiración normal hasta que se produce el siguiente episodio. Por lo general, la respiración vuelve a la normalidad, a veces con un ronquido fuerte o con un sonido parecido al que una persona hace cuando se atraganta (el ronquido en personas con apnea obstructiva del sueño es causado por el aire que trata de escurrirse a través de la vía respiratoria estrecha o bloqueada). La duración de las pausas puede variar entre unos pocos segundos a varios minutos, y normalmente se producen entre 5 y 30 veces por hora, aunque es cierto que la mayoría de las personas sufren breves episodios de apnea mientras duermen. Según la frecuencia de las pausas respiratorias el SAHS se clasifica en:
- Leve: si las pausas ocurren entre 10 y 20 veces por hora.
- Moderado: si ocurre entre 20 y 30 veces por hora.
- Severo: si ocurren más de 30 veces por hora.

## Tipos
Durante el sueño se suceden cinco etapas, la primera y la segunda son de sueño ligero y representan una transición entre la vigilia y el sueño. Aquí suceden la mayoría de las apneas. Durante la tercera y la cuarta se produce el sueño durante el cual la persona descansa. En la quinta etapa, se producen los sueños y los músculos están totalmente relajados y atónicos, por lo que ocurren las apneas más largas.
Existen, fundamentalmente, tres tipos de apnea:
- Obstructiva: es provocada por la relajación de los tejidos blandos de la parte posterior de la garganta o por la estrechez de ésta, lo cual bloquea el paso del aire. Esto ocasiona fuertes ronquidos, que si se continúan obstruyen completamente la vía y deteniendo el paso de aire totalmente. Es uno de los trastornos del sueño más frecuentes, pero se conoce desde hace solamente unos 30 años.
- Central: está causada porque el cerebro deja de enviar estímulo respiratorio durante cortos episodios de tiempo, lo que provoca irregularidades en la respiración. Se debe a que hay una disfunción de los centros respiratorios. Esta última es menos frecuente y se caracteriza por ausencia de señal respiratoria y ausencia de esfuerzo respiratorio (no se detectan movimientos toracoabdominales).
- Mixta: apnea que habitualmente comienza como central y termina con un componente obstructivo.

## Factores de riesgo
Hay factores que pueden incrementar el riesgo de sufrir apnea durante el sueño:
- Retrognatismo mandibular: Maxilar inferior más corto en comparación con el maxilar superior que se encuentra en retroposición.
- Retrognatismo de maxilar superior: Maxilar superior pequeño y/o en retroposición. Se evidencia clínicamente con depresión del tercio medio facial.
- Las personas que tienen la campanilla, el paladar blando o la lengua muy grande, el maxilar o la mandíbula muy pequeños y/u obstrucción nasal pueden tener resistencia al paso del aire.
- Amígdalas y vegetaciones adenoideas grandes en niños que pueden bloquear la vía respiratoria.
- Cuello o collarín grande (17 pulgadas o más en los hombres y 16 pulgadas o más en las mujeres).
- Lengua grande que puede retraerse y bloquear la vía respiratoria.
- Obesidad.
- Dormir boca arriba también aumenta los episodios de apnea del sueño.

Puede ser una manifestación de la enfermedad de Wernicke.

## Epidemiología
Este trastorno se presenta con mayor frecuencia en hombres que en mujeres, en una relación de tres a uno. Se debe a un factor hormonal protector en las mujeres, pero tras la menopausia se equipara la incidencia. Las personas con sobrepeso y obesidad son mucho más propensas a sufrirlo. La edad es otro factor predisponente al perder tono la musculatura orofaríngea.

## Cuadro clínico
Como consecuencia, los principales síntomas de este trastorno son:
- Somnolencia excesiva durante el día debida a la mala calidad del sueño, que afecta la capacidad intelectual y al rendimiento, y puede ser causa de accidentes laborales y de circulación. Puede llegar a causar fatiga crónica.
- Trastornos respiratorios.
- Trastornos cardiovasculares: hipertensión arterial, arritmias, angina de pecho e infarto de miocardio o cerebral. Además, mientras se produce una apnea, el paciente está bradicárdico, es decir, que el corazón bombea la sangre más lentamente. Sin embargo, cuando finaliza la apnea (normalmente de forma brusca) se produce una taquicardia, el corazón late muy deprisa. Como consecuencia de esos cambios en la frecuencia cardíaca, se produce hipertensión arterial sistémica y pulmonar; incrementa el riesgo de sufrir problemas cerebrovasculares y de miocardio.
- Trastornos psicológicos e intelectuales: dificultad de atención-concentración, depresión nerviosa y disminución de la libido. También son frecuentes continuos cambios en el estado de ánimo, ansiedad, dolor de cabeza (sobre todo por la mañana) e irritabilidad.

Sin embargo, en muchas ocasiones el paciente no es consciente de los episodios de apnea durante la noche, y son los familiares quienes perciben todos los síntomas.

### Otras consecuencias
Pacientes que pasan más de un 12% de la noche con una saturación de oxígeno por debajo de 90% tienen dos veces más riesgo de padecer cáncer según un reciente estudio.

## Diagnóstico
En la detección de la apnea obstructiva del sueño juega un papel fundamental la pareja del paciente, ya que el enfermo no siempre es consciente de la importancia del problema. Es el acompañante el que observa la existencia de un ronquido estrepitoso, movimientos corporales frecuentes y la observación de frecuentes paradas en la respiración que terminan con un ronquido mayor de lo habitual.
Debido a que existen otros trastornos del sueño y otras enfermedades que pueden producir somnolencia diurna y mal dormir, hay que asegurarse de que el paciente tiene apnea del sueño. También hay personas que roncan, sin deberse esto a una apnea del sueño.
Para hacer un diagnóstico correcto, se lleva a cabo un estudio de sueño, también llamado polisomnografía o poligrafía cardiorrespiratoria. En ella se realizan registros de: flujo del aire, esfuerzo ventilatorio, la oxigenación sanguínea, la frecuencia cardíaca y si es posible, también las fases del sueño por las que pasa el paciente. Además de diagnosticar el trastorno, este estudio permite clasificar la severidad de la apnea según el número de pausas respiratorias, la duración de éstas, la desoxigenación que producen y su asociación con la frecuencia cardíaca.
De esta manera para diagnosticar la enfermedad es necesario:
1. Presentar somnolencia, hipersomnia, fatiga, despertares con sensación de asfixia o al menos alguno de los síntomas psicológicos antes descritos.
2. Presentar en los hallazgos polisomnográficos: apnea, hipoapnea o RERAs (Respiratory Effort Related Arousal, es decir, despertares relacionados con el esfuerzo respiratorio). Es necesario un Índice de Apnea-Hipopnea ≥ 5 (IAH ≥ 5).
3. Presentar registro de esfuerzo respiratorio durante todo o parte del sueño.
4. Asegurarse que los síntomas no están causados por el uso de medicamentos u otras sustancias.

## Tratamiento

### Estilos de vida
Depende del historial del paciente y de la gravedad que revista su caso. Primero se comienza con modificaciones del estilo de vida, si este induce a un agravamiento de la apnea. Esto conlleva:
- Evitar el alcohol y los medicamentos que relajen el sistema nervioso tales como sedantes.
- Llevar una dieta sana que permita bajar de peso.
- Dejar de fumar.

También puede recomendarse el uso de almohadas especiales, mecanismos que impidan que el paciente duerma en decúbito supino (boca arriba), o dispositivos que propician la posición decúbito lateral (acostado de lado) durante el sueño. En cuanto a dispositivos que mantengan la vía aérea abierta, podemos encontrar aparatos orales o aparatos de presión positiva continua sobre la vía aérea. Además, también se pueden realizar procedimientos quirúrgicos que restauran la vía aérea y la amplían.

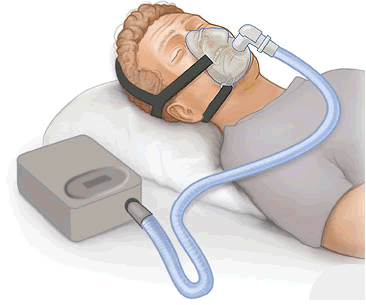
CPAP.

### Dispositivos
Entre las técnicas e instrumentos de los que se disponen destacan:
- Aparatos de presión positiva continua en la vía aérea (CPAP): consiste en una máquina que expulsa aire a presión y que está conectada a un tubo con una mascarilla facial. Utiliza la presión del aire para empujar la lengua hacia adelante y abrir así la vía. Según los especialistas, esta mascarilla suele tener un efecto rápido haciendo desaparecer los ronquidos nocturnos y la somnolencia durante el día. Este tratamiento no suele tener efectos secundarios graves y en el caso de que éstos aparezcan son transitorios y desaparecen tras las primeras semanas.
- APAP: avance de los equipos de tratamiento CPAP con la presión del aire en forma automática. Los equipos APAP contienen un algoritmo que mediante la respiración del paciente calculan la presión necesaria en cada momento de la noche y la insuflan automáticamente. Este proceso agiliza el proceso de adaptación al paciente puesto que no obliga dormir con una presión continua que durante horas y sin ser necesaria resulta molesta para el paciente. La eficacia de los dispositivos micro-CPAP no está demostrada.[8]

- Bi-PAP: son sistemas que establecen dos niveles de presión por respiración, lo que permite que algunos pacientes se adapten mejor. Cuando se expulsa el aire, disminuye la presión. Por tanto, genera presiones adaptadas a las necesidades del paciente y a su ventilación. No se utiliza demasiado y su coste es mayor que el de la CPAP.

### Procedimientos quirúrgicos
La cirugía se realiza sobre el paladar o sobre el maxilar, y puede ser una alternativa para aquellas personas que no son capaces de adaptarse al tratamiento con CPAP o que tienen una mala adherencia a él. También es útil en pacientes que presentan claras alteraciones anatómicas. Se pueden realizar dos procedimientos, según las necesidades del paciente:
- Si la mandíbula o el maxilar son de tamaño reducido, puede optarse por el avance unimaxilar o bimaxilar, que consiste en adelantar el maxilar y/o la mandíbula, así como la musculatura de la lengua insertada en la mandíbula y el hueso hioides. De esta forma, se deja en la parte posterior suficiente espacio que evite la obstrucción de la vía.

- Si los tejidos blandos, como el paladar blando o la úvula, son muy grandes se realizaría la uvulopalatofaringoplastia. Este procedimiento se lleva a cabo eliminando parte de estas estructuras que causan obstrucción.

- Si la base de la lengua es la que obstruye la vía también puede eliminarse la parte sobrante.

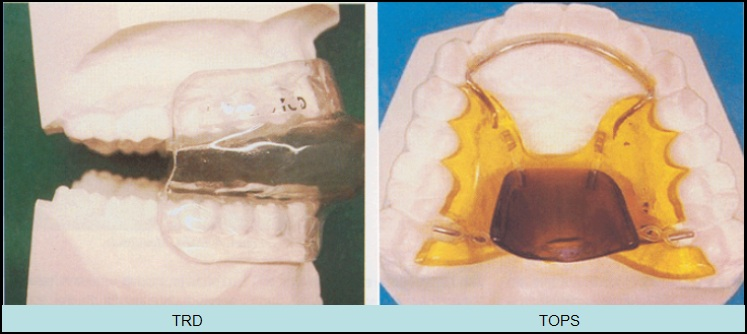
Aparato de avance mandibular.

- Dispositivo de avance mandibular: hay varios tipos de dispositivos, pero los más comunes son los aparatos de avance mandibular (DAM) fijos y de avance ajustable. Su colocación aumenta el área faríngea y evita el colapso de la vía durante el sueño. Según la Colaboración Cochrane, cada vez hay más pruebas que sugieren que los DAM mejoran la somnolencia subjetiva y los trastornos respiratorios del sueño en comparación con un control. Aunque el CPAP parece ser más eficaz en la mejora de trastornos respiratorios del sueño que los DAM, la diferencia en la respuesta sintomática entre estos dos tratamientos no es significativa, y no es posible decidir a favor de una de estas dos alternativas. Se recomienda el tratamiento con DAM a los pacientes con apnea leve a moderada, y aquellos pacientes que no están dispuestos a usar o que no toleran la terapia CPAP

## Incidencia en los accidentes de tráfico
Los accidentes son una de las causas más frecuentes de muerte en Europa y Estados Unidos después de las enfermedades cardiovasculares y el cáncer. Dentro de los accidentes de tráfico, se cree que el 15-30% están relacionados con la pérdida de atención provocada por hipersomnolencia, debido a la falta de sueño, consumo de drogas o por padecer apnea del sueño. Hay estudios que demuestran que un conductor con apnea del sueño tiene una probabilidad de 5 a 7 veces superior de sufrir un accidente de tráfico, similar a la de una tasa de alcoholemia no permitida. Otra característica de los accidentes donde el conductor se quedó dormido y perdió la consciencia es la gravedad del incidente, pues el 85% fueron muertes, debido a que la colisión fue frontal contra un objeto inmóvil o móvil a gran velocidad.